# Stylidium validum
Stylidium validum este o specie de plante dicotiledonate din genul Stylidium, familia Stylidiaceae, ordinul Asterales, descrisă de Wege. Conform Catalogue of Life specia Stylidium validum nu are subspecii cunoscute.